# Grålira
Grålira (Ardenna grisea) är en fågel som tillhör familjen liror inom ordningen stormfåglar.

## Utseende

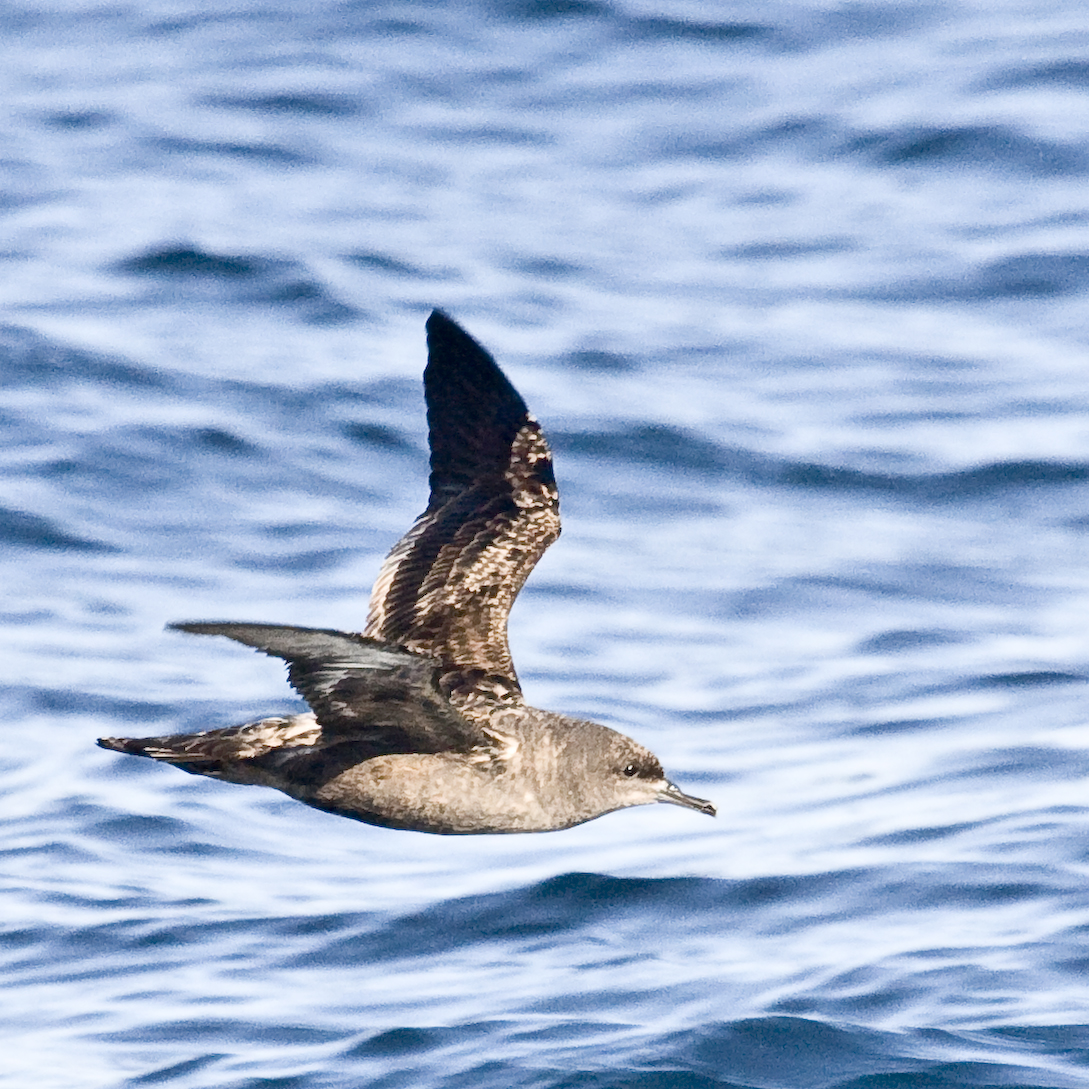
Grålira vintertid med sliten fjäderdräkt. Notera den ljusa randen på vingens undersida.

Gråliran är 40–50 centimeter lång och har ett vingspann på 95–110 centimeter. Den har mörk fjäderdräkt. Vid dålig sikt ser den helt svart ut, men vid bättre ljus ser den mörkgrå eller mörkbrun ut med en silverfärgad rand längs mitten av vingundersidan. 
När det blåser utnyttjar den sig i flykten bland annat av dynamisk glidflykt, liksom andra liror, då den tippar från sida till sida på stela vingar i djupa bågar. Under dynamisk glidflykt slår den sällan med vingarna och denna glidflygningsteknik kallas ibland för "lirflykt". I aktiv flykt flyger den kraftfullt och rakt och ger ett intryck av en liten albatross.

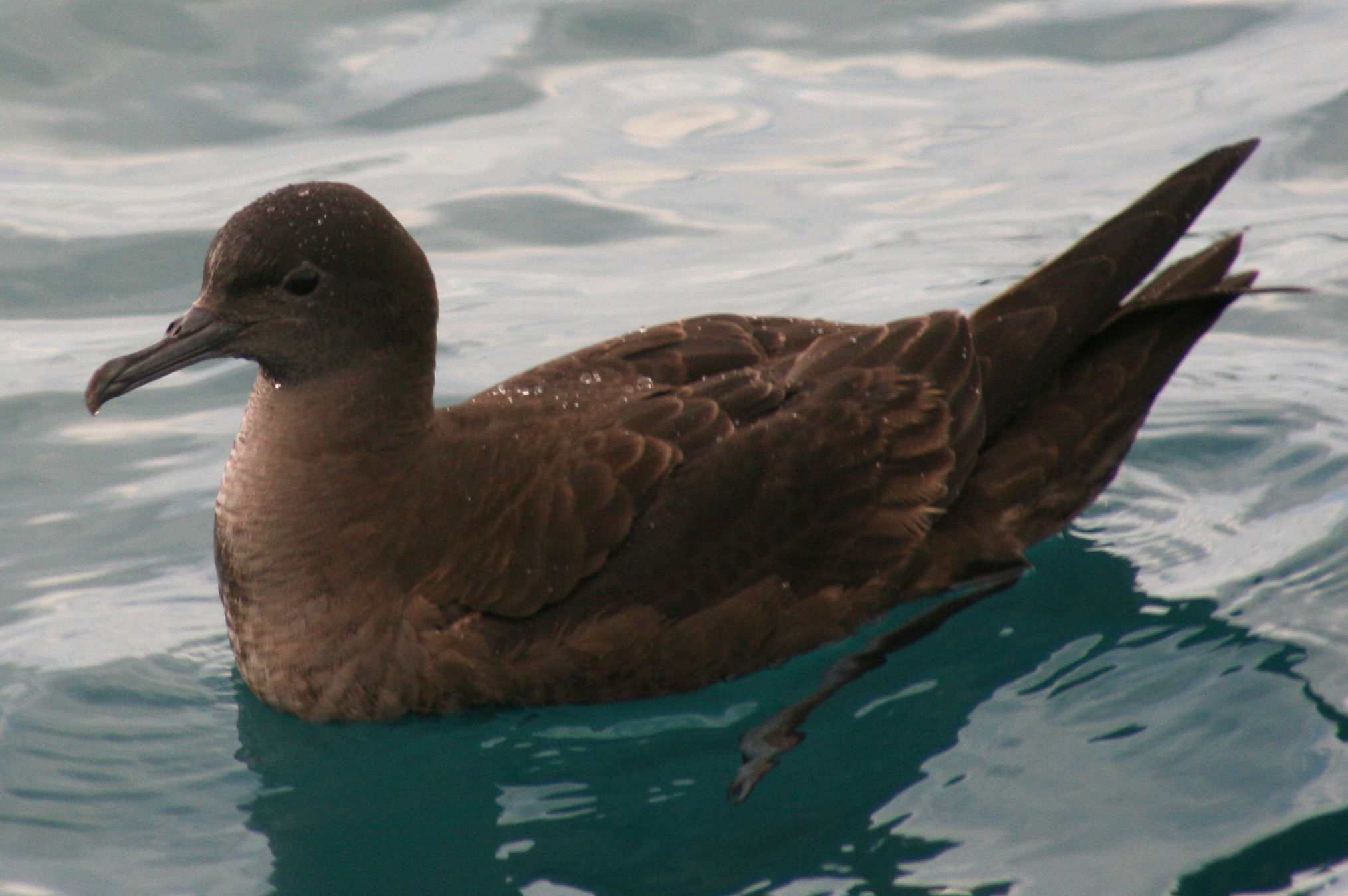
Simmande grålira fotograferad i Nya Zeeland.

Kortstjärtad lira (Ardenna tenuirostris) har även den sotbrun dräkt och blekgrå vingundersidor, men har kortare näbb, brantare panna, kortare bakkropp och stjärt. Vidare är de ljusa vingundersidorna mindre påtagligt kontrastrika.

## Läten
Gråliran är ljudlig vid häckningskolonierna, men troligen mestadels tystlåten till havs. Huvudlätet som huvudsakligen yttras från marken (och bara sällsynt i flykten) är ett kusligt upprepat jamande ylande, ett hest stönande "der-rer-ah" eller ett ljusare "coo-roo-ah", delvis på inandning, delvis utandning. Hanens läte är möjligen något ljusare. Under spelet yttras lätena i duett.

## Utbredning och flyttning
Gråliran häckar på små öar i södra Stilla havet och södra Atlanten, särskilt runt Nya Zeeland, Falklandsöarna och Eldslandet. Den är en långflyttare som följer en cirkulär rutt. Den flyger norrut över västra delen av Stilla havet och Atlanten när häckningssäsongen avslutas i mars–maj, och når subarktiska vatten i juni–juli, då den korsar havet från väster till öster och sedan återvänder över den östra sidan i september–oktober och återkommer till häckningsplatserna i november.  
Över Atlanten flyger den över 14 000 kilometer från häckningskolonin på Falklandsöarna till Nordatlanten utanför norra Norge. Den uppträder regelbundet vid Sveriges västkust under flyttningen, några gånger till och med i Östersjön.
Grålirorna i Stilla havet flyttar liknande distanser, men häckningskolonierna där ligger lite längre norrut, utanför Nya Zeeland, varifrån fåglarna flyger till Aleuterna för att övervintra.

## Systematik
Trots sitt stora utbredningsområde delas inte arten upp i några underarter. Tidigare fördes arten till släktet Puffinus, men DNA-studier visar att detta är parafyletiskt, där de mindre arterna står närmare Calonectris.

## Ekologi
Gråliran livnär sig av fisk och bläckfisk och kan dyka ner till 60 meters djup, men tar oftast föda vid havsytan. De kan då följa efter valar och fånga fisk som rörs upp av dem. De kan också följa efter fiskebåtar och ta fiskrester som kastats överbord. Gråliran häckar i stora kolonier och har sitt bo i en jordhåla som den bara besöker nattetid.

## Grålira och människan

### Status och hot
Arten har ett stort utbredningsområde och en mycket stor population, men tros minska i antal relativt kraftigt. IUCN kategoriserar därför arten som nära hotad (LC). Världspopulationen uppskattades 2004 till fler än 20 miljoner individer, varav 4,4 miljoner tros häcka i Nya Zeeland och dessutom väldigt stora kolonier i Chile, bland annat på ön Guafo.

### Jakt
På Nya Zeeland fångas och äts gråliror traditionellt bland maorier. Ungfåglar tas från bon innan de börjat flyga. Ofta bevaras köttet genom insaltning.

### Namn
Fågeln har på svenska också kallats grå lira och mörk lira.